# 埃登·戈兰
埃登·戈兰（希伯來語：‎，2003年10月5日—），是俄罗斯-以色列歌手。她自参加2015年歐洲青少年歌唱大賽俄罗斯选拔赛时开始她的歌唱职业，并在之后参加了俄罗斯少年之声的电视竞赛。她代表以色列参加2024年歐洲歌唱大賽，参赛歌曲为《飓风》。